# Votanikos Arena
El Votanikos Arena o Estadio de Votanikos será en un futuro la futura casa del Panathinaikos FC, que abandonará el Estadio Olímpico de Atenas para mudarse a su nueva casa. Este recinto deportivo está situado en el barrio de Votanikos dentro de la ciudad de Atenas, que es una zona industrial importante que ha estado en declive desde hace varias décadas. En la actualidad alberga en su mayoría ruinas, y ha sido una necesidad urgente de renovación y mejora de esta zona. Si bien debido a muchos problemas este proyecto se encuentra parado.
- Datos: Q1113002